# ماكس وال
ماكس وال (بالإنجليزية: Max Wall)‏ هو ممثل بريطاني (وحمل سابقاً جنسية المملكة المتحدة لبريطانيا العظمى وأيرلندا)، ولد في 12 مارس 1908 في المملكة المتحدة، وتوفي بنفس المكان في 21 مايو 1990.

## أعمال

### أفلام
- (1988) دوريت الصغيرة

كانت بداية مسيرته بالمسرح بعمر 14 كراقص بهلواني بمسرحية إيمائية، اشتهر بمسرحية Professor Wallofski، و في سنة 1977، لعب دور الملك برونو بفيلم Jabberwocky .

## وصلات خارجية
- ماكس وال على موقع IMDb (الإنجليزية)
- ماكس وال على موقع ميوزك برينز (الإنجليزية)
- ماكس وال على موقع ديسكوغز (الإنجليزية)
- ماكس وال على موقع قاعدة بيانات الفيلم (الإنجليزية)